# Coirac
Coirac is een gemeente in het Franse departement Gironde (regio Nouvelle-Aquitaine) en telt 180 inwoners (2004). De plaats maakt deel uit van het arrondissement Langon.

## Geografie
De oppervlakte van Coirac bedraagt 5,9 km², de bevolkingsdichtheid is 30,5 inwoners per km².
De onderstaande kaart toont de ligging van Coirac met de belangrijkste infrastructuur en aangrenzende gemeenten.

## Demografie
Onderstaande figuur toont het verloop van het inwonertal (bron: INSEE-tellingen).